# Bąk brązowy

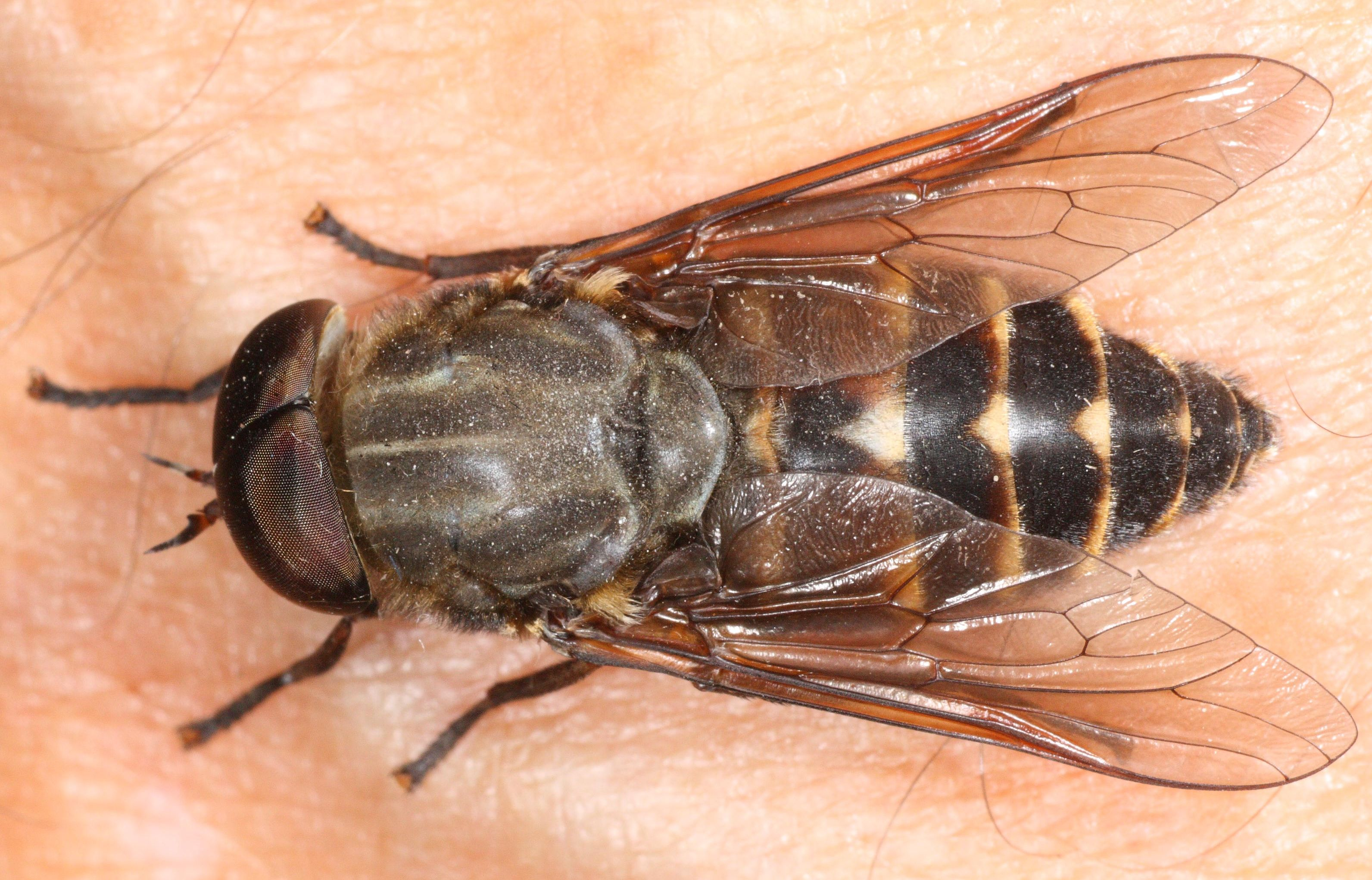

Bąk brązowy (Tabanus sudeticus) – gatunek owada z rodziny bąkowatych. Jest największym krajowym przedstawicielem tej rodziny. W Polsce jest dość pospolity.

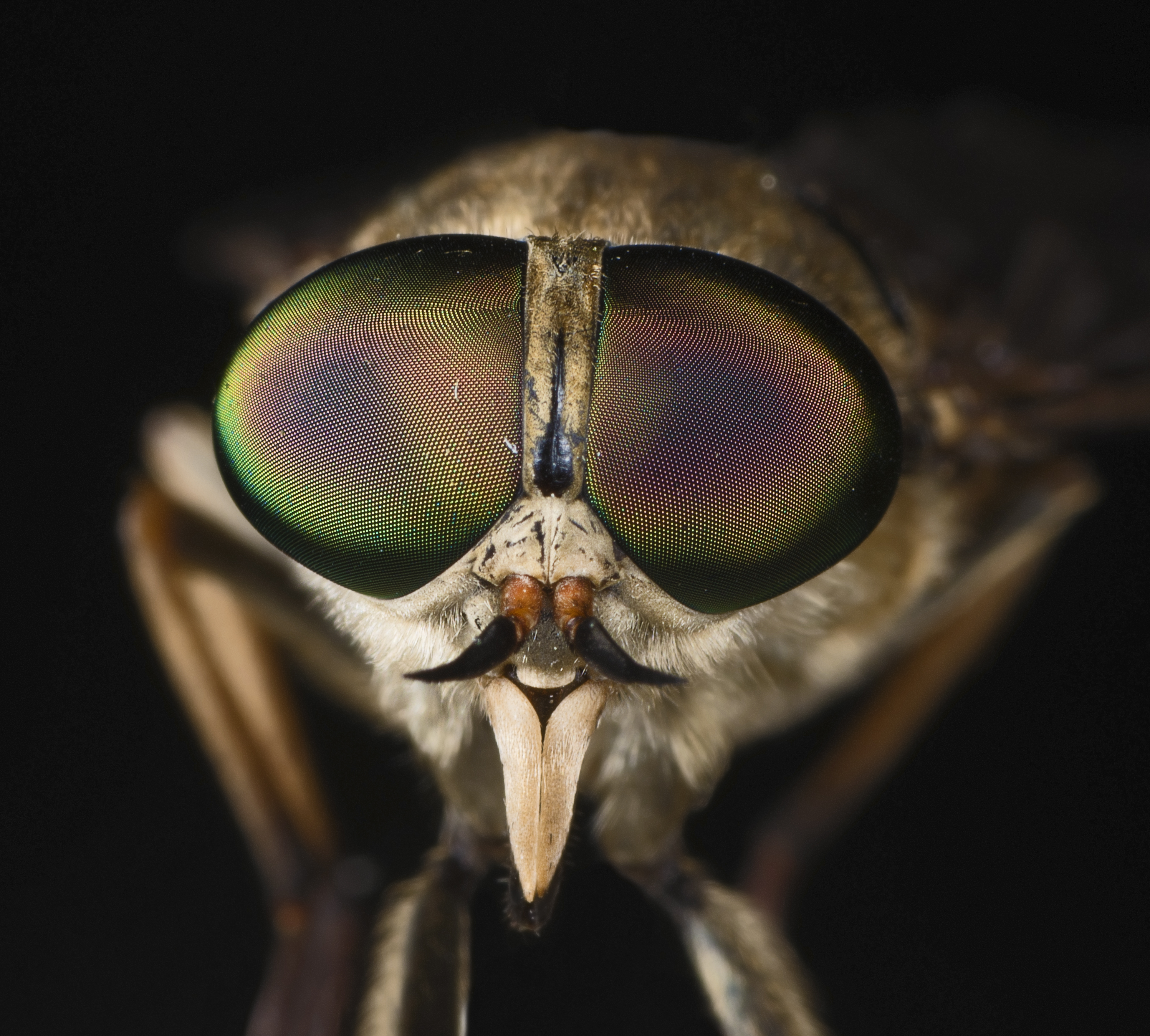
Oczy i aparat gębowy

OpisDługość ciała 20–25 mm. Oczy jednolicie ciemnobrązowe, pierścienie na odwłoku są po bokach jasnobrązowe, zaś w środku posiadają skierowany do przodu, białawy trójkąt.
ŚrodowiskoPastwiska, polany śródleśne.
Tryb życiaDorosłe samce odżywiają się głównie nektarem i pyłkiem kwiatów, samice natomiast krwią bydła i koni, ludzi atakują bardzo rzadko. Latają z charakterystycznym, dość głośnym brzęczeniem.
RozmnażanieRozmnaża się od czerwca do sierpnia. Samice składają białe jaja na roślinach miejsc wilgotnych, co jest cechą charakterystyczną, gdyż inne krajowe bąki składają jaja również na roślinach miejsc suchych. Jaja w postaci płaskiego pakietu są białe, podczas gdy u innych gatunków są ciemne. Larwy bąka brązowego żyją na powierzchni ziemi i są wszystkożerne. Odżywiają się gnijącymi częściami roślin, ale także drobnymi zwierzętami, które zabijają toksyną wytwarzaną w aparacie gębowym.
Gatunki podobneBąk bydlęcy, który jest nieco mniejszy. Najłatwiej rozróżnić go po zielonym kolorze oczu. Ponadto ma słabiej zaznaczone trójkątne wzory na odwłoku.